# دنباله‌دار سی/۲۰۱۵ جی۲ (مستر)
دنباله‌دار سی/۲۰۱۵ جی۲ (مستر) (به انگلیسی: C/2015 G2 (MASTER)) یک ستاره دنباله‌دار است که در ۷ آوریل ۲۰۱۵ توسط سیستم تلسکوپی مستر در رصدخانه آفریقای جنوبی کشف شد. در طول ۳۵ سال این نخستین دنباله‌دار کشف شده در آفریقای جنوبی است.

در ۱۰ آوریل ۲۰۱۵ مرکز بررسی ریزسیاره‌ها این دنباله‌دار را تایید کرد.